# Васильчиков, Александр Илларионович
Князь Александр Илларионович Васильчиков (27 октября [8 ноября] 1818, Санкт-Петербург — 2 [14] октября 1881, Тамбовская губерния) — русский писатель и общественный деятель из рода Васильчиковых, родоначальник кооперативного движения в России, действительный статский советник (1857). Владелец образцового в хозяйственном отношении имения Трубетчино. Секундант на последней дуэли М. Ю. Лермонтова.

## Биография
Сын князя Иллариона Васильевича Васильчикова (1777—1847) и статс-дамы Татьяны Васильевны, урождённой Пашковой (1793—1875). Родился в Петербурге, был крещён 9 ноября 1818 года в Симеоновской церкви при восприемстве дяди камергера Алексея Васильевича Васильчикова и бабки Екатерины Александровны Пашковой.
Получил первоначальное домашнее воспитание. В 1839 году окончил юридический факультет Санкт-Петербургского университета со степенью кандидата прав. Имея возможность, как сын председателя Государственного совета, сделать блестящую карьеру, Васильчиков искал себе более живого дела, чем то, которое представляли тогдашние канцелярии; поэтому в начале 1840 года он принял приглашение ехать на Кавказ к барону Гану, который должен был вводить там новое административное устройство. Миссия барона Гана не удалась, и в 1841 году Васильчиков, в числе других молодых сотрудников Гана, был уволен в отпуск. В 1845 году Александр Илларионович поступил на службу во II отделение собственной Е. И. В. канцелярии. В 1846 году был пожалован придворным званием «в должности церемониймейстера» и чином церемониймейстера.
В 1848 году Васильчиков перешёл в Новгородскую губернию, на должность сначала уездного (1848—1851), а впоследствии губернского (1851—1854) предводителя дворянства. Этот переход объясняется следующими словами самого Васильчикова : «С ранней молодости я почувствовал всю ничтожность канцелярской службы и необходимость узнать быт народа и порядок службы вне Петербурга, где все представляется в ложном свете, — в провинции и в деревне, где уныло и мирно течет трудовая жизнь». Его начальник по II отделению, граф Блудов, не решился докладывать государю о переходе Александра Илларионовича в провинцию, ввиду того, что образ мыслей князя считался не вполне благонадёжным и что вообще на сословных представителей провинции смотрели с подозрением. Васильчиков нашёл поддержку в тогдашнем министре двора, князе Волконском, который доложил государю о новом служебном положении Александра Илларионовича.
Жить в провинции для таких людей, как Васильчиков, тогда было трудно. Исполняя свои обязанности по букве закона, Васильчиков составил себе этим репутацию человека опасного, так как преследуя, по должности предводителя, распутных и жестоких помещиков, он раскрывал все ужасы крепостного права. На следующее трёхлетие Васильчиков сам не захотел баллотироваться в предводители, поселился в своём имении Ковенской губернии и занялся хозяйством. Крымская война заставила Васильчикова пойти в рядах ополчения на театр военных действий. Начальником штаба действующей армии был его брат, князь Виктор Илларионович; благодаря этому, Васильчиков мог в истинном свете знать не только самые факты, но и причины поражения. Крестьянская реформа снова призывает князя в Новгородскую губернию. Он принимает на себя должность члена Новгородского губернского по крестьянским делам присутствия. Положение о земских учреждениях 1864 года открывает для деятельности Александра Илларионовича новую арену. С 1865 по 1872 годы он избирался гласным в Старорусском уездном и Новгородском губернском земских собраниях. После 1872 года общественная деятельность князя выражается, главным образом, в издании им ряда публицистических трудов; но он не остаётся чужд и непосредственного личного вмешательства в общественную жизнь. В конце 1872 года Васильчиков, в качестве крупного землевладельца, был приглашён участвовать в учреждённой, по мысли П. А. Валуева, при Министерстве государственных имуществ «комиссии для исследования положения сельского хозяйства и сельской производительности в России». В этой комиссии он, вопреки часто повторявшимся и теперь ещё повторяемым мнениям, настаивал на том, что «узел вопроса об улучшении сельского хозяйства заключается в податной реформе». В 1872 году Васильчиков стал председателем Петербургского отделения комитета о ссудных товариществах и остался в этой должности до самой смерти. С 1876 по 1878 годы Васильчиков был председателем петербургского отдела Славянского комитета. Летом 1881 года, незадолго до смерти, он был приглашён в качестве сведущего человека к участию в обсуждении вопроса о понижении выкупных платежей.

Скончался князь Александр Илларионович в своём имении Трубетчино 2 (14) октября 1881 года. Санкт-Петербургские ведомости писали:
В субботу 10 октября поезд новгородской железной дороги из Чудова в 6 часов утра доставил тело в Новгород. Местное дворянство, Земство и губернатор пришли на перрон. Прибывший гроб с покойным был вынесен в большую залу вокзала, где была отслужена торжественная панихида. Затем все собравшиеся поездом отбыли на станцию Шимск, что в 44 верстах от Новгорода.

## Секундант
Знакомство князя Александра Илларионовича с Михаилом Лермонтовым, возможно, состоялось в «кружке шестнадцати». В 1840 году они вновь встретились в Ставрополе и продолжили общение летом 1841 года в Пятигорске. Васильчиков был свидетелем ссоры Лермонтова и Мартынова в доме Верзилиных и был секундантом на дуэли, состоявшейся 13 июля 1841 года. Точное распределение секундантов не установлено. На следствии были упомянуты лишь имена князя Васильчикова и Михаила Глебова. При этом, Глебов назвал себя секундантом Мартынова, а Васильчиков — Лермонтова. Но исследователи не исключают, что секундантами поэта были А. Столыпин (Монго) и князь С. Трубецкой. Возможно, их имена были скрыты участниками дуэли из-за того, что они находились на положении ссыльных и не могли бы рассчитывать на снисхождение. Согласно другой версии, Столыпин и Трубецкой опоздали к месту дуэли из-за сильного ливня, и участники решили, что она пройдет при двух свидетелях по «договорённости сторон».
За участие в дуэли Васильчиков был предан военному суду, но прощён императором Николаем, во внимание к заслугам отца.
Впоследствии князь Васильчиков оставил воспоминания о дуэли. Некоторые исследователи жизни Лермонтова (Т. Иванова, Э. Герштейн) считали Александра Илларионовича «тайным врагом» поэта.

## Кооперативы
В 1871 году князь Васильчиков вместе с Н. В. Верещагиным, Е. В. Де Роберти и другими основал Комитет о сельских ссудо-сберегательных товариществах, который был удостоен серебряной медали на Брюссельской выставке 1876 года. Эта организация просуществовала до 1917 года, координируя в начале XX века деятельность свыше 1,5 тысяч учреждений мелкого кредита в виде самоуправляющихся кооперативов.

## Публицистика
Литературная деятельность князя касалась самых живых вопросов современности; то, что он говорил как публицист, тесно было связано с его общественною деятельностью. Первою, в хронологическом порядке, является брошюра: «Русский администратор новейшей школы», с предисловием Ю. Ф. Самарина (Берлин, 1868). Она служит ответом на записку псковского губернатора (позже товарища министра внутренних дел), Обухова, рекомендованную в своё время министерством внутренних дел вниманию всех русских администраторов. Больше всего Васильчиков восстаёт против предлагаемого автором записки вмешательства администрации в земское дело и систематического отказа земству в содействии правительства. Васильчиков не может согласиться с тем, что масса русского народа — «чисто стихийная сила», и что насущная потребность минуты — «собрание и соединение консервативных элементов». В сочинении «О самоуправлении» (1 изд. — 1869, 2 изд. — 1872), написанном, как указано и в предисловии, в эпоху ложных опасений за плодотворность начал, внесённых в русскую жизнь крестьянскою и земскою реформою, князь Васильчиков задался целью разрешить вопрос, что нужно сделать, чтобы получить условия, при которых народ был бы в состоянии осуществить полученные им права, и реформа принесла бы ожидаемые плоды? Вопрос этот Васильчиков разрешает рассмотрением истории самоуправления у других народов. Отдавая преимущество в этом отношении Англии (во Франции и Пруссии местное самоуправление было тогда в зачаточном состоянии), Васильчиков определяет самоуправление «как участие народа в местном внутреннем управлении». Существенным элементом самоуправления Васильчиков признаёт полную самостоятельность местных органов в пределах закона. Эта самостоятельность упрочивается постепенно, и можно подметить три периода в её образовании: 1) стремление к тому, чтобы налоги и повинности, устанавливаемые центральною властью, раскладывались на местах по соображением местных жителей; 2) поручение самого расходования земских сборов местным земским органам, и 3) передача местным органам контроля над раскладкой и расходованием сборов, а также передача им судебных функций. Вопрос о том, возможно ли самоуправление на русской почве, Васильчиков разрешает утвердительно и находит, что лозунгом «земства» является не социальное «братство» или политическое равенство, а земское уравнение. В основу всей земской жизни он кладёт землевладение; правильное развитие земской организации должно, по его мнению, привести к мирному разрешению всех социальных, аграрных и политических вопросов. Автор указывает и на меры, которые должны способствовать «земскому» благосостоянию, а именно: пересмотр законов о перечислении из обществ, расширение колонизации и надела крестьян государственною землею, преобразование волости в общесословное учреждение, устройство кредитных товариществ и рабочих артелей, введение обязательного страхования от огня и от падежа скота и установление подоходного налога. Придавая величайшую важность умственному и нравственному образованию народа, Васильчиков видит для него два пути:  учебный, через посредство школ, и практический — через участие народа в местных совещаниях и судах, а потому главными органами русского самоуправления считает народное училище, земское собрание и мировой суд. Возражая против взгляда, признающего самоуправление немыслимым без народного представительства, В. допускает его и при самой централизованной форме правления, но полагает, что правильное развитие самоуправления неминуемо должно привести со временем к соглашению местных потребностей с пользами всего государства.
В брошюре «Письмо министру народного просвещения графу Толстому от кн. Васильчикова» (Берлин, 1875), Васильчиков не признаёт за классицизмом значение противоядия по отношению к нигилистическим идеям; он думает, наоборот, что изучение классической древности может скорее поселить в молодых умах наклонность к скептицизму. Осуждая стремление затруднить для большинства доступ к образованию, Васильчиков высказывается за лучшее устройство среднеучебных заведений и за раскрытие дверей в университет не для одних только учеников гимназий, фактически, критикуя реформу гимназического образования, проведённую графом Д. А. Толстым в 1871 году.
В сочинении «Землевладение и земледелие в России и в других европейских государствах»(1 изд. — 1876, 2 изд. — 1881) В. задаётся вопросом: может ли высокая степень цивилизации Запада быть достигнута другими путями, без ошибок и несправедливостей, ознаменовавших там развитие аграрных отношений. Автор не думает, чтобы все народы должны были претерпеть одинаковые превратности, а считает аграрное положение России особенно благоприятным, потому что оно допускает возможность мирных соглашений. В аграрном вопросе Васильчиков различает две главные стороны: а) состояние земли и её культуры, порядки и формы владения и пользования, и б) положение народа, водворенного на этих землях и их возделывающего. Главную причину эмиграции и социальных смут на Западе Васильчиков видит в безземелье народной массы. Принцип невмешательства в крестьянское хозяйство он находит прямо вредным. Современное положение аграрных отношений на Западе его нигде не удовлетворяет. Рассматривая настоящее положение землевладения в России, он хотя и признаёт преобладание крестьянского элемента, но указывает на малоземелье в некоторых местностях и на зарождающийся сельский пролетариат, появление которого связывает с неуравнительною раскладкою и несоразмерностью податей. Средством прекратить или по крайней мере задержать развитие пролетариата, помимо улучшения общинного землевладения и хозяйства, Васильчиков считает организацию особого кредита, для содействия переходу помещичьих земель в руки крестьян, и регулирование переселений с установлением правильной опеки над переселенцами. Труду хозяйственному, направленному всецело к пользе самого трудящегося, Васильчиков отдаёт предпочтение пред трудом наёмным. Общинное землевладение Васильчиков ошибочно считает исключительною чертою русского крестьянского быта. Из вызванных этим сочинением рецензий можно указать на статьи Головачева, Костычева, Леруа-Болье и книгу В. Герье и Б. Чичерина: «Русский дилетантизм и общинное землевладение» (Москва, 1878).
В брошюре «Мелкий земельный кредит в России» (1876) князю Васильчикову принадлежит только первая часть, о необходимости кредита; вторая, написанная А. В. Яковлевым, заключает в себе технические указания к осуществлению этой мысли. В том же 1876 году В. написал сочинение о восточном вопросе, оставшееся неизданным. Выдержки из него, приведённые биографом князя Васильчикова Голубевым, показывают, что, по мнению В., восточный вопрос создан желанием парализовать связь России со славянскими племенами. Признавая исторические основания этой связи, В. высказывается за изгнание турок из Европы и отдачу их территории славянам и грекам. Последняя, по времени издания, брошюра кн. В."Сельский быт и сельское хозяйство в России" (1881) является сжатым конспектом его сочинения «Землевладение и земледелие». После кончины кн. А. И. В. появились многочисленные статьи о его деятельности, из которых отметим ст. А. Д. Градовского в «Неделе» (1881, № 4), О. Ф. Миллера — в «Истор. Вестнике» (1881, № 11), В. Я. Стоюнина — в «Наблюд.» (1882, № 1). Все эти отзывы приведены в книге А. Голубева «Кн. А. И. Васильчиков. Биографический очерк» (СПб., 1882). «Смерть, — сказано в одном из них, — застигла кн. В. неутомимым, энергичным борцом за общее благо. Такие книги, как „3емлевладение и земледелие“ — не только ценный литературный труд, но и честный поступок. В то время, когда крестьянское дело официально признавалось законченным, положение крестьян — вполне обеспеченным, дальнейшее улучшение их быта — опасной и неблагонамеренной фантазией, крупный землевладелец, аристократ по рождению и положению, смело пошёл наперекор течению. Рискуя навлечь, и действительно навлекши на себя обвинение в „социализме“, он стал на сторону общины, мелкого землевладения, более правильного распределения поземельной собственности между различными классами населения; он лишил противоположный лагерь возможности утверждать, что такие взгляды находят защитников лишь между теми, которым нечего терять, которыми руководит зависть к богатству и ненависть к богатым. Память о нём сохранится надолго, не только в русской литературе, но и в русском обществе и народе».

## Семья
Жена (с 01 июня 1856 года) — Евгения Ивановна Сенявина (04.09.1829—12.10.1862), фрейлина двора, дочь новгородского губернатора Ивана Григорьевича Синявина (1801—1851) от брака его с фрейлиной баронессой Александрой Васильевной д’Оггер (1803—1862). По отзыву современников, Евгения Васильчикова унаследовала красоту своей матери, была в высшей степени восхитительная и очаровательная женщина. В ней собрано было всё: ум, очарование, характер, воспитание, таланты, красота необыкновенная. Была отличной музыкантшей, великолепно рисовала масляными красками, говорила по-французски и по-английски. Молодость свою провела в Петербурге, где родители её вели роскошный образ жизни. После разорения и самоубийства отца, не имея состояния, была вынуждена с матерью поселиться в деревне. В 1852 году к ней безуспешно сватался Н. Л. Дубельт. Её свадьба с Васильчиковым была в Москве, после жила с мужем в его майоратном имении Тауроген в Ковенской губернии. Умерла от простуды вскоре после родов четвёртого ребёнка в Дрездене. Похоронена в родовом некрополе князей Васильчиковых, в пределе Святого Духа церкви погоста Струпино. Дети:
- Ольга (1857—1934), супруга героя обороны Шипки графа Михаила Павловича Толстого, владевшего известным в Петербурге домом (См. Толстовский дом), построенным по его заказу архитектором Ф. И. Лидвалем, в 1881 году получила в наследство от отца имение Трубетчино.
- Борис (1860—1931), женат на Софии Николаевне Мещерской (1867—1942).
- Мария (1862— ?)
- Евгения (03.10.1862, Дрезден[12]—1884), с 1882 года супруга графа Сергея Александровича Строганова (1852—1923).

## Память
В 2006 году по инициативе общественного совета историков и краеведов Липецка, а также Национального фонда «Русское либеральное наследие» Липецкий городской совет депутатов разрешил установку мемориальной доски, увековечивающей память почётного гражданина города Липецка князя Александра Илларионовича Васильчикова на здании бывшего реального училища (улица Зегеля, д.1).